# CKQB-FM
CKQB-FM (The Bear 10.9) ist ein privater Hörfunksender aus Ottawa, Kanada. Der Sender sendet ein Active rock Musikformat mit einer Leistung von 84 kW auf der Frequenz 106,9 MHz. Der Sender wird von Bell Media betrieben. 

## Geschichte
Der Sender begann mit der Ausstrahlung am 31. August 1982 und wurde von Standard Broadcasting auf der Frequenz 540 AM mit einer Leistung von 50.000 Watt (tagsüber) und 10.000 Watt (nachts) betrieben. Anfänglich wurde ein Mix gesendet. Kurze Zeit später wurde auf Easy Listening umgestellt. 1987 erfolgte die Umstellung auf das Adult-Contemporary-Format mit dem Sendernamen 54 Lite Rock. Am 1. September 1994 wurde der AM-Sendebetrieb eingestellt und das Programm auf FM ausgestrahlt.

## Programm
- Sixx Sense
- The Duke
- THE BEAR's Breakfast
- Amy Volume & Scott Lear
- Dylan Black
- The Side Show Countdown
- House Wrecking Party